# Чаплыгинский сельсовет
Чаплыгинский сельсовет — упразднённая административно-территориальная единица, существовавшая на территории Московской губернии и Московской области до 1939 года.
Чаплыгинский сельсовет был образован в первые годы советской власти. По данным 1919 года он входил в состав Чаплыженской волости Бронницкого уезда Московской губернии.
В 1923 году Чаплыгинский с/с был присоединён к Степанщинскому с/с, но позднее восстановлен.
По данным 1926 года в состав сельсовета входили деревни Грецкая и Чаплыгино.
В 1929 году Чаплыгинский с/с был отнесён к Воскресенскому району Коломенского округа Московской области.
17 июля 1939 года Чаплыгинский с/с был упразднён. При этом селения Чаплыгино и Грецкая были переданы в Карповский с/с, а Максимовка — в Степанщинский с/с.